# Saint-Caprais-de-Lerm
 Saint-Caprais-de-Lerm  es una población y comuna francesa, en la región de Aquitania, departamento de Lot y Garona, en el distrito de Agen y cantón de Puymirol.

## Demografía
| 350 | 304 | 302 | 414 | 452 | 476 |
| Para los censos de 1962 a 1999 la población legal corresponde a la población sin duplicidades (Fuente: INSEE [Consultar]) |     |     |     |     |     |